# المجلس الأعلى للاتصال
المجلس الأعلى للاتصال، هو هيكل حكومي كان يشرف على قطاع الإعلام في تونس في عهد زين العابدين بن علي. اسس المجلس في 30 جانفي 1989، وأسندت له «مهام إعداد سياسة عامة للاتصال تمكن المواطن من الحق في إعلام حر ومتعدد المصادر، وتطوير التشريع في ميدان الاتصال والمساعدة على تنمية البنية الأساسية الاتصالية وتحسينها».
في أكتوبر 1992 اضيفت له مهمة الاستشارة حول النصوص التشريعية في مجال الاتصال ثم في ماي 2002 أصبح مكلفا أيضا ب«إعداد تقارير تأليفية حول مستجدات ميدان الإعلام والمساهمة في إصدار منشورات دورية وظرفية تخصّ مجال الإعلام». في 2 ماي 2008 غيرت صفة المجلس ليصبح مؤسسة وطنية تتمتع بالشخصية القانونية والاستقلال المالي، فيما ألحقت ميزانيتها ترتيبيا بالوزارة الأولى. كما وسعت صلاحياته لتشمل «متابعة أداء مؤسسات الإعلام والاتصال العمومية والخاصة» والإشراف على النظر في مطالب إنشاء المحطات الإذاعية والتلفزية الخاصة. اثناء انتخابات 2009 كلف المجلس أيضا بمراقبة تدخلات المرشحين في الإعلام السمعي البصري خلال حملتهم الانتخابية. بقي الجانب الاستشاري يطغى على المجلس في سنواته الأولى، ثم رغم توسيع صلاحياته ظل دوره صوريا ممّا عجل بإلغاءه بعد الثورة التونسية.
ألغي المجلس بموجب المرسوم عدد 10 لسنة 2011 مؤرخ في 2 مارس 2011 الذي قام بإنشاء الهيئة الوطنية المستقلة لإصلاح الإعلام والاتصال بعد الثورة التونسية.

## تركيبة المجلس
كان المجلس يضم في تركيبته النهائية 21 عضوا:
- 6 أعضاء يجري اختيارهم من بين الكفاأت الإعلامية المعروفة
- 6 أعضاء بصفتهم الإدارية، وهم الرئيس المدير العام لمؤسسة التلفزة (قناة تونس 7)، والرئيس المدير العام للإذاعة الوطنية، والمدير العام لوكالة الاتصال الخارجي، والرئيس المدير العام لوكالة تونس إفريقيا للأنباء، وممثل عن جمعية مديري الصحف، وعضو عن النقابة الوطنية للصحفيين.
- 5 أعضاء يتم انتقاؤهم من بين الشخصيات المقترحة من قبل الأحزاب السياسية البرلمانية.
- 4 أعضاء سيكونون من بين الشخصيات التي تمثل منظمات المجتمع المدني..

1. ↑  تونس: البرلمان يقر تعديلات تسمح بزيادة عدد مقاعده.. وتخفيض سن الاقتراع، جريدة الشرق الأوسط في 25 مارس 2009 [وصلة مكسورة] نسخة محفوظة 13 أبريل 2020 على موقع واي باك مشين.
2. ↑  (بالعربية) مرسوم عدد 10 لسنة 2011 مؤرخ في 2 مارس 2011 يتعلق بإحداث هيئة وطنية مستقلة لإصلاح الإعلام والاتصال، النصوص القانونية المتعلقة بقطاع الأمن في تونس، مركز جنيف للرقابة الديمقراطية على القوات المسلحة. نسخة محفوظة 24 أبريل 2016 على موقع واي باك مشين. [وصلة مكسورة]
3. ↑  "المجلس الأعلى للاتصال:نحو الإعلان عن تركيبته الجديدة في الأيام المقبلة"، جريدة الصباح في أفريل 2008 [وصلة مكسورة] نسخة محفوظة 25 أكتوبر 2012 على موقع واي باك مشين.